# Цинк-медная пара
Цинк-медная пара — активированная форма цинка, которая используется как реагент в тех органических реакциях, где присутствие меди не оказывает некоего специфического влияния, кроме собственно активации поверхности цинка. По сравнению с другими способами активации цинка (например, триметилхлорсиланом или 1,2-дибромэтаном) цинк-медная пара является более удобной формой, поскольку её можно легко готовить, хранить и использовать.

## Получение
Цинк-медная пара представляет собой красно-коричневый или тёмно-серый порошок, который часто готовят непосредственно перед использованием по причине большей активности, по сравнению с коммерческим реагентом. Цинковую пыль при быстром перемешивании добавляют в раствор ацетата меди(II) в горячей уксусной кислоте. Через 30 секунд порошку дают осесть, жидкость декантируют, порошок промывают один раз уксусной кислотой и трижды диэтиловым эфиром. При использовании гранул цинка получается менее активная цинк-медная пара. Полученный реагент чувствителен к влаге, поэтому его хранят в инертной атмосфере. Очень активная цинк-медная пара чувствительна к кислороду.

## Применение

### Реакция Симмонса — Смита
Цинк-медная пара восстанавливает дииодметан и генерирует иодид иодметилцинка ICH2ZnI. Данный реагент применяется для стереоспецифичного циклопропанирования алкенов с сохранением конфигурации в получаемом циклопропане. Если в алкене присутствуют гидроксильные группы или стерически доступные эфирные группы, они будут направлять реагент Симмонса — Смита к ближайшей стороне алкена, что также используется в стереоселективном синтезе. Одним из важных применений стереоселективного циклопропанирования является направленное введение метильных групп в синтезе терпенов.

### Получение диалкилцинковых реагентов
Диалкилцинковые реагенты можно получать из соответствующих алкилиодидов и цинк-медной пары, хотя чаще для этого используют активированный цинк либо соответствующий реактив Гриньяра и хлорид цинка. Цинк-медная пара позволяет получать металлоорганический реагент из пропаргилбромида и присоединять его к альдегиду без образования побочных алленовых продуктов.

### Присоединение алкилиодидов к алкенам
Было обнаружено, что алкилиодиды присоединяются к алкенам, содержащим сильную акцепторную группу, если их обработать ультразвуком в водной среде в присутствии цинк-медной пары.